# Befimmo
 (septembre 2013).
Si vous disposez d'ouvrages ou d'articles de référence ou si vous connaissez des sites web de qualité traitant du thème abordé ici, merci de compléter l'article en donnant les références utiles à sa vérifiabilité et en les liant à la section « Notes et références ».
Befimmo est une entreprise belge de gestion de biens immobiliers disposant du statut de Fonds d'investissement immobilier spécialisé (FIIS). Elle possède, gère et développe des immeubles de bureaux en Belgique et au Luxembourg.

## Historique
Le 30 août 1995 est créée la SA Woluwe Garden D, filiale du groupe Bernheim-Comofi, qui a pour objet l'acquisition et la mise en location d'immeubles. À l’origine, cette société était plus particulièrement chargée de la gestion d'un immeuble dénommé Woluwe Garden D à Zaventem (Woluwe-Saint-Étienne).
Le groupe Bernheim-Comofi décide ensuite d’élargir le portefeuille immobilier de sa filiale, laquelle est renommée par la suite Befimmo et transformée en société en commandite par actions. Le 29 novembre 1995, Befimmo est agréée par la commission bancaire, financière et des assurances (l'actuelle FSMA) : introduction en bourse de la première Sicafi belge à capital fixe. Elle était cotée sur Euronext Brussels et a fait partie du BEL 20 jusqu'en mars 2016.
Befimmo s’est concentrée sur le marché des bureaux. En 2006, elle fait l’acquisition de 90% des actions de Fedimmo. Le portefeuille de cette société comprend alors 62 immeubles de bureaux loués à la Régie des Bâtiments (État belge). Ils hébergent des Services Publics Fédéraux, essentiellement les Services des Finances et de la Justice.
En raison de l'augmentation du nombre d'acteurs sur le marché bruxellois des bureaux, Befimmo a opté pour la diversification et l'internationalisation au cours des années suivantes.
En 2012, elle devient une société anonyme et en novembre 2014, Befimmo devient une Société Immobilière Réglementée (SIR) publique.
Au début de 2023, Befimmo quitte la bourse et devient un Fonds d'investissement immobilier spécialisé (FIIS).